# Sonnys chans
Sonnys chans (engelsk originaltitel: Sonny With a Chance) är en amerikansk TV-serie från Disney. Den nya säsongen hade premiär den 14 mars 2010 i USA. I Sverige hade den nya säsongen premiär 21 maj 2010.
Sedan tredje säsongen medverkar inte Demi Lovato längre, och serien i sig har fått titeln Så Flippat!.

## Handling
Sonny får en roll i sin favorit-komedishow Så Flippat! efter att producenterna sett hennes videor på nätet, och flyttar till Hollywood för att börja spela in. Hon träffar hennes nya medspelare Tawni Hart samt Nico, Grady och Zora. Tawni och Sonny har haft en komplicerad vänskap, då Tawni såg Sonny som ett hot. De växer dock samman i serien och blir väldigt bra vänner. I första säsongen träffar Sonny även den självupptagne Chad Dylan Cooper från mackenzieklanen, som också är gängets fiende. Sonny och Chad blir kära i slutet av säsong 1.

## Premiär
Sonnys chans hade premiär i USA 9 februari 2009 och i Sverige den 21 augusti 2009.

## Skådespelare
- Demi Lovato – Allison "Sonny" Munroe (Säsong 1-2)
- Tiffany Thornton – Tawni Hart
- Sterling Knight – Chad Dylan Cooper
- Brandon Mychal Smith – Nico Harris
- Doug Brochu – Grady Mitchell
- Allisyn Ashley Arm – Zora Lancaster
- Nancy McKeon – Connie Munroe

## Svenska röster
- Elina Raeder – Sonny Munroe
- Emilia Brown – Tawni Hart
- Johan Hillgren – Chad Dylan Cooper
- Johan Ekelund – Nico Harris
- Carl-Magnus Liljedahl – Grady Mitchell
- Zara Larsson – Zora Lancaster
- Louise Raeder – Connie Munroe